# 池田裕
池田 裕（いけだ ゆたか、1940年7月29日 - ）は、日本の聖書学者、古代イスラエル史学者。筑波大学名誉教授。

## 経歴
満州国奉天（現瀋陽）生まれ。青山学院大学大学院博士課程満期退学。
1969年からエルサレム・ヘブライ大学大学院博士課程、Ph.D. 取得。1977 - 1980年イスラエル科学人文アカデミー研究員。茨城キリスト教大学教授、筑波大学教授、2004年定年退官、名誉教授。
日本オリエント学会理事、中近東文化センター常務理事・同学術局長等を務めた。三笠宮記念図書館館長。

## 著書
- 『わが名はベン・オニ  聖書と古代イスラエル』（エルサレム宗教文化研究所、エルサレム文庫） 1986
- 『旧約聖書の世界』（三省堂選書） 1992、のち岩波現代文庫
- 『美しくなる聖書 すべては美と愛にはじまる』（同文書院、アテナ選書） 1993、のち改題『聖書に学ぶ恋愛術』（同文書院） 1997
- 『古代オリエントからの手紙 わが名はベン・オニ』（リトン） 1996
- 『聖書の国の日常生活 カラー版』全3巻（横山匡写真、教文館） 1993 - 1996
- 『死海文書Q&A』（ミルトス） 2000
- 『天地創造のものがたり』（ノーマン・メッセンジャー画、岩波書店） 2002
- 『聖書と自然と日本の心』（ミルトス） 2008

### 共編著・監修
- 『世界の聖域4 エルサレム』（山本七平共著、善養寺康之写真、講談社） 1980
- 『都市物語』（小池滋, 高階秀爾, 工藤幸雄, 荒松雄, 増田義郎, 池内紀, 中山公男, 山口昌男, 護雅夫, 加藤祐三, 清水徹共著、読売新聞社） 1982
- 『現代聖書講座1 聖書の風土・歴史・社会』（共著、日本キリスト教団出版局） 1996
- 『岩波講座 世界歴史2 オリエント世界 - 7世紀』（共著、岩波書店） 1998
- 『ユダヤ学のすべて』（共著、新書館） 1999
- 『聖書名言辞典』（荒井献共編著、講談社） 2004
- 『聖書を読む  旧約篇』（月本昭男, 山我哲雄, 鈴木佳秀, 関根清三, 勝村弘也, 並木浩一共著、岩波書店） 2005
- 『ユダヤ大事典』（共著、荒地出版社） 2006
- 『オール図解 30分でわかる聖書』（森実与子著、監修、日本文芸社） 2006
- 『総説旧約聖書 新版』（大島力, 樋口進, 山我哲雄共監修、日本キリスト教団出版局） 2007
- 『ユダヤ人と国民国家 「政教分離」を再考する』（共著、岩波書店） 2008
- 『古代世界におけるモーセ五書の伝承』（共著、京都大学学術出版会） 2011
- 『近代精神と古典解釈 - 伝統の崩壊と再構築』（共著、財団法人国際高等研究所） 2012

## 翻訳
- 『イスラエルの道 聖書の信仰と倫理』（ジェイムス・マイレンバーグ、木田献一共訳、日本基督教団出版局） 1969
- 『イスラエル その国土と人々』（メナシェ＝ハルエル,ドーブ＝ニール、帝国書院、全訳世界の地理教科書シリーズ） 1979
- 『イスラエル その人々の歴史』（ヤアコヴ＝カッツ, ツヴィ＝バハラハ、辻田真理子共訳、帝国書院、全訳世界の歴史教科書シリーズ） 1982
- 『ヘブライ的人間』（ルートヴィヒ・ケーラー、日本基督教団出版局） 1982
- 『マクミラン聖書歴史地図』（Y・アハロニ, M・アヴィ＝ヨナ、原書房） 1988
- 『最新・古代イスラエル史』（P・K・マッカーター・ジュニア他、有馬七郎共訳、ミルトス） 1993
- 『旧約聖書時代の諸民族』（D・J・ワイズマン編、監訳、日本基督教団出版局） 1995
- 『復原透し図聖書の世界』（ジェニー・ロバーツ、三省堂） 1997
- 『旧約聖書 5 サムエル記』（岩波書店） 1998
- 『旧約聖書 6 列王記』（岩波書店） 1999
- 『バイブルアトラス 『聖書新共同訳』準拠聖書地図』（共同訳聖書委員会監修、日本聖書協会） 1999
- 『聖書百科全書』（ジョン・ボウカー編著、荒井献, 井谷嘉男共監訳、三省堂） 2000
- 『旧約聖書 15 歴代誌』（岩波書店） 2001
- 『ユダヤ人イエス 決定版』（ダヴィド・フルッサー、毛利稔勝共訳、教文館） 2001
- 『死海文書の謎を解く』（ロバート・フェザー、監訳、匝瑳玲子訳、講談社） 2002
- 『死海文書大百科 ビジュアル版』（フィリップ・R・デイヴィス, ジョージ・J・ブルック, フィリップ・R・キャラウェイ、東洋書林） 2003
- 『図説古代オリエント事典 大英博物館版』（ピョートル・ビエンコウスキ, アラン・ミラード編著、山田重郎共監訳、池田潤, 山田恵子, 山田雅道訳、東洋書林） 2004
- 『1冊でわかる 聖書』（ジョン・リッチズ、岩波書店） 2004
- 『古代ローマ軍団大百科』（エイドリアン・ゴールズワーシー、古畑正富, 池田太郎共訳、東洋書林） 2005
- 『ギリシア神話の世界 ビジュアル版』（リチャード・バクストン、古畑正富, 服部厚子, 池田太郎共訳、東洋書林） 2007
- 『考古学 理論・方法・実践』（コリン・レンフルー, ポール・バーン、常木晃, 三宅裕共監修・訳、松本建速, 前田修訳、東洋書林） 2007
- 『世界の聖地』（マーティン・グレイ、東洋書林） 2009
- 『世界の碑文』（マイケル・ケリガン、東洋書林） 2010
- 『全系図付エジプト歴代王朝史』（エイダン・ドドソン, ディアン・ヒルトン、東洋書林） 2012
- 『古代ユダヤ戦争史 聖地における戦争の地政学的研究』（モルデハイ・ギホン, ハイム・ヘルツォーグ、悠書館） 2014

## 外国語作品
- "Hermon, Sirion and Senir ", Annual of Japanese Biblical Institute, vol 4, Yamamoto Shoten, Tokyo） 1978
- "Royal Cities and Fortified Cities", Iraq vol 41,） 1979
- "Solomon's Trade in Horses and Chariots in Its International Setting", Studies in the Period of David and Solomon and Other Essays, Yamakawa-Shuppansha, Tokyo） 1982
- "Hittites and Aramaens in the Land of Bit-Adini", Monarchies and Socio-Religious Traditions in the Ancient Near East, Otto Harrassowitz, Wiesbaden） 1984
- "Assyrian Kings and the Mediterranean SeaーThe Twelfth to Ninth Centuries B.C.", Abr-Nahrain vol 23,） 1984-85
- "King Solomon and His Red Sea Trade", Near Eastern Studies Dedicated to H.I.H.Prince Takahito Mikasa on the Occasion of His Seventy-Fifth Birthday, Otto Harrassowitz, Wiesbaden） 1991
- "Once Again KTK in the Sefire Inscriptions", Eretz-Israel, vol 24 (Avraham Malamat Volume),  The Israel Exploration Society, Jerusalem） 1993
- "Looking from Til Barsip on the Euphrates: Assyria and the West in the Ninth and Eighth Centuries B.C.",  Priests and Officials in the Ancient Near East,  Universitätsverlag C. Winter, Heidelberg） 1999
- "It's Always Challenging: Biblical Studies in Japan", Near Eastern Studies in Japan: Past and Present, Orient vol 36,） 2001
- " 'They Divided the Orintes River between Them': Arpad and its Borders with Hamath and Patin/Unqi in the Eighth Century BCE", Eretz-Israel, vol 27(Hayim and Miriam Tadmor Volume), The Israel Exploration Society, Jerusalem） 2003
- "A Geographical Horizon in the Textual Transmission of Pentateuch—Searching for Further Points of Contact between East and West", Pentateuchal Traditions in the Late Second Temple Period (Proceedings of the International Workshop in Tokyo, August 28-31,） 2007), Brill, Leiden・Boston） 2012
- "שירת דבורה ושבטי ישראל", Studies in the Bible and the Hebrew Language Offered to Meir Wallenstein on the Occasion of His Seventy-fifth Birthday, Kiryat Sepher Ltd., Jerusalem） 1979